# غارة جوية على دوبلي
في 3 مارس 2008 الساعة 3:25 صباحا استهدف صاروخان من طراز بي جي إم-109 توماهوك أطلقته سفينة حربية تابعة للبحرية الأمريكية قرية دوبلي في الصومال والتي تقع في جنوب الصومال على بعد أميال قليلة من الحدود الكينية  وبحسب مسؤولين عسكريين أميركيين، فإن الهدف من الهجوم كان اغتيال قيادي في تنظيم القاعدة يُدعى صالح علي صالح نبهان، من جهته صرح عمدة بلدة دوبلي علي حسين نوير أن حسن عبد الله حرسي (تركي) كان يلتقي بزعماء جماعة مسلحة مقرها مقديشو في مكان قريب. وأفادت تقارير بوقوع إصابات ومقتل ما لايقل عن ستة أشخاص، بينهم مدنيون. وسبق أن نفذت القوات الأمريكية هجومين مماثلين عام 2007 استهدفت فيها قياديي تنظيم القاعدة متهمين بارتكاب جرائم في رأس كمبوني وكذلك في بارجال.
من جهتها قالت مجلة جين ديفينس الأسبوعية في عددها الصادر في 12 مارس 2008 إن الهجوم نفذته غواصة تابعة للبحرية الأمريكية، بصواريخ توماهوك.  ونقلت المجلة تقارير إخبارية ذكرت أن الهجوم استهدف صالح علي صالح نبهان، المطلوب من قبل مكتب التحقيقات الفيدرالي بتهم تتعلق بهجمات مومباسا عام 2002 في كينيا التي استهدفت فندقا وطائرة ركاب مدنية.

## روابط خارجية
- ضربة صاروخية أمريكية تستهدف 'زعيم القاعدة' بالصومال
- استهداف زعيم تنظيم القاعدة الإرهابي في بلدة صومالية
- الولايات المتحدة تشن غارة في الصومال ضد القاعدة في جميع أنحاء البلاد ، بما في ذلك الضربات الأمريكية في يناير 2007